# Hussein Yassin Mahajne
Pour les articles homonymes, voir Yacine.
Hussein Yassin Mahajne (en arabe, حسين ياسين محاجنة, en hébreu, חוסיין יאסין מחג'נה) est un acteur arabe israélien.

## Filmographie
- 2011 : Derniers jours à Jérusalem de Tawfik Abu Wael : Chauffeur de taxi
- 2011 : Al Bier d’Ahmad Habash (court-métrage) : Le vieil homme
- 2011 : Checkpoint de Ruben Amar  (court-métrage) : Khaled
- 2009 : Jaffa de Keren Yedaya : Hassan, le père de Tewfik
- 2006 : The Bubble d'Eytan Fox : Le père d’Ashraf et Rana (comme Housin Yassin)
- 2004 : Soif de Tawfik Abu Wael : Abu Shukri